# Wolfgang Kucklick
Wolfgang Kucklick (* 11. März 1934 in Königsberg (Preußen); † 8. November 2023) war ein deutscher Leichtathletikfunktionär, Sportveranstalter und Polizist.

## Leben
Kucklick war beruflich als Polizist tätig und als solcher in Hamburg-St. Pauli Dienststellenleiter der Kriminalpolizei. Das Landeskriminalamt Hamburg veröffentlichte in den 1970er Jahren von Kucklick verfasste kriminologische Untersuchungen zu den Themenbereichen Notzucht, Nötigung zur Unzucht, Raub, räuberische Erpressung, Autostraßenraub, sowie Diebstahl aus Warenhäusern und Selbstbedienungsläden in der Hamburger Innenstadt.
Als Weitspringer gewann er 1958 den Hamburger Meistertitel. Er übte vier Jahrzehnte Trainertätigkeiten in der Leichtathletik aus. Von 1962 bis 2009 war Kucklick beim Walddörfer Sportverein Leiter der Leichtathletik-Abteilung, zu deren Gründern er gehörte. Dass die Leichtathletik-Abteilungen der Vereine Walddörfer SV,  Farmsener TV, Hoisbütteler SV und TSV Sasel im Jahr 1970 ihre Kräfte bündelten und fortan die LAV Hamburg-Nord bildeten, ging auf einen Anstoß Kucklicks zurück. Von 1977 bis Ende Februar 1992 hatte er beim Hamburger Leichtathletik-Verband (HLV) das Amt des Vorsitzenden inne. Zum 70-jährigen Jubiläums des Verbandes war er im September 1981 hauptverantwortlich für die Durchführung des Internationalen Leichtathletik-Sportfestes im Hamburger Volksparkstadion zuständig.

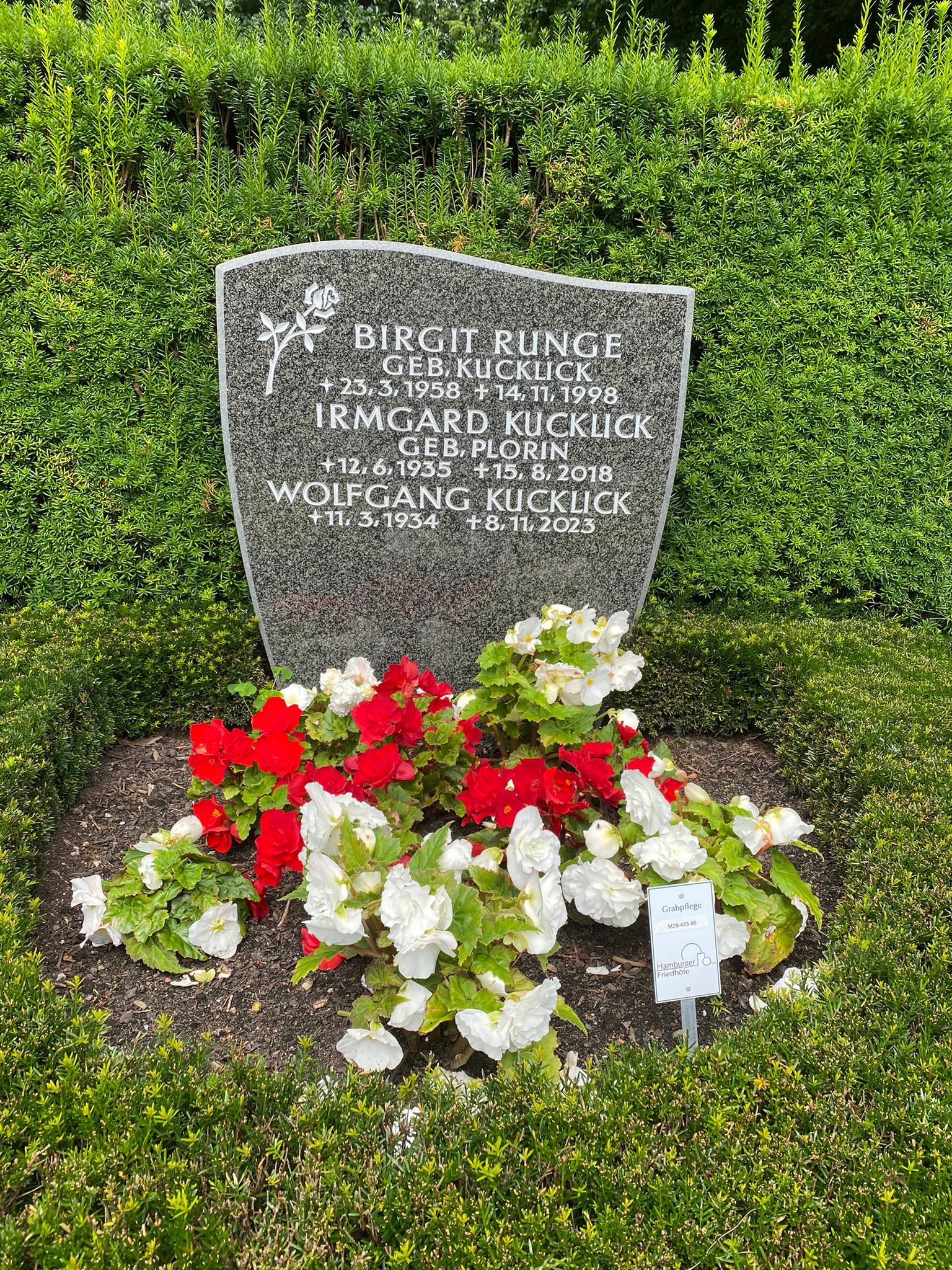
Grabstätte auf dem Friedhof Ohlsdorf

Kucklick, der 2010 mit dem HLV-Ehrenring ausgezeichnet wurde, war ab der Erstaustragung des Hamburg-Marathons im Jahr 1986 Hauptorganisator der Laufgroßveranstaltung und übte die Tätigkeit bis 1996 aus. Im September 1991 gründete er den Hanse Marathon e.V. als Veranstaltungsverein für den Marathon in Hamburg und hatte das Amt des Vereinsvorsitzenden inne. Er war für die Veranstaltung weiterer Leichtathletik-Wettkämpfe verantwortlich, darunter der Silvesterlauf in Hamburg-Volksdorf. 1992 zeichnete ihn der Deutsche Leichtathletik-Verband mit dem Carl-Diem-Schild aus. 1995 war er Mitgründer der Interessensgemeinschaft der Straßenläufe.
Kucklick veröffentlichte zwischen 1981 und 2003 mehrere Bücher über die Geschichte der Hamburger Leichtathletik sowie die HLV-Bestenlisten.
Seine letzte Ruhestätte erhielt Wolfgang Kucklick auf dem Friedhof Ohlsdorf. Sie liegt in der Nähe von Kapelle 10.